# ورزشگاه پرید پارک
ورزشگاه پِرَید پارک (انگلیسی: Pride Park Stadium) یک ورزشگاه فوتبال در شهر داربی، انگلستان است.
این ورزشگاه که در سال ۱۹۹۷ تأسیس شده دارای ۳۳٬۵۹۷ نفر ظرفیت می‌باشد و ورزشگاه خانگی باشگاه فوتبال دربی کانتی محسوب می‌شود.

## نگارخانه

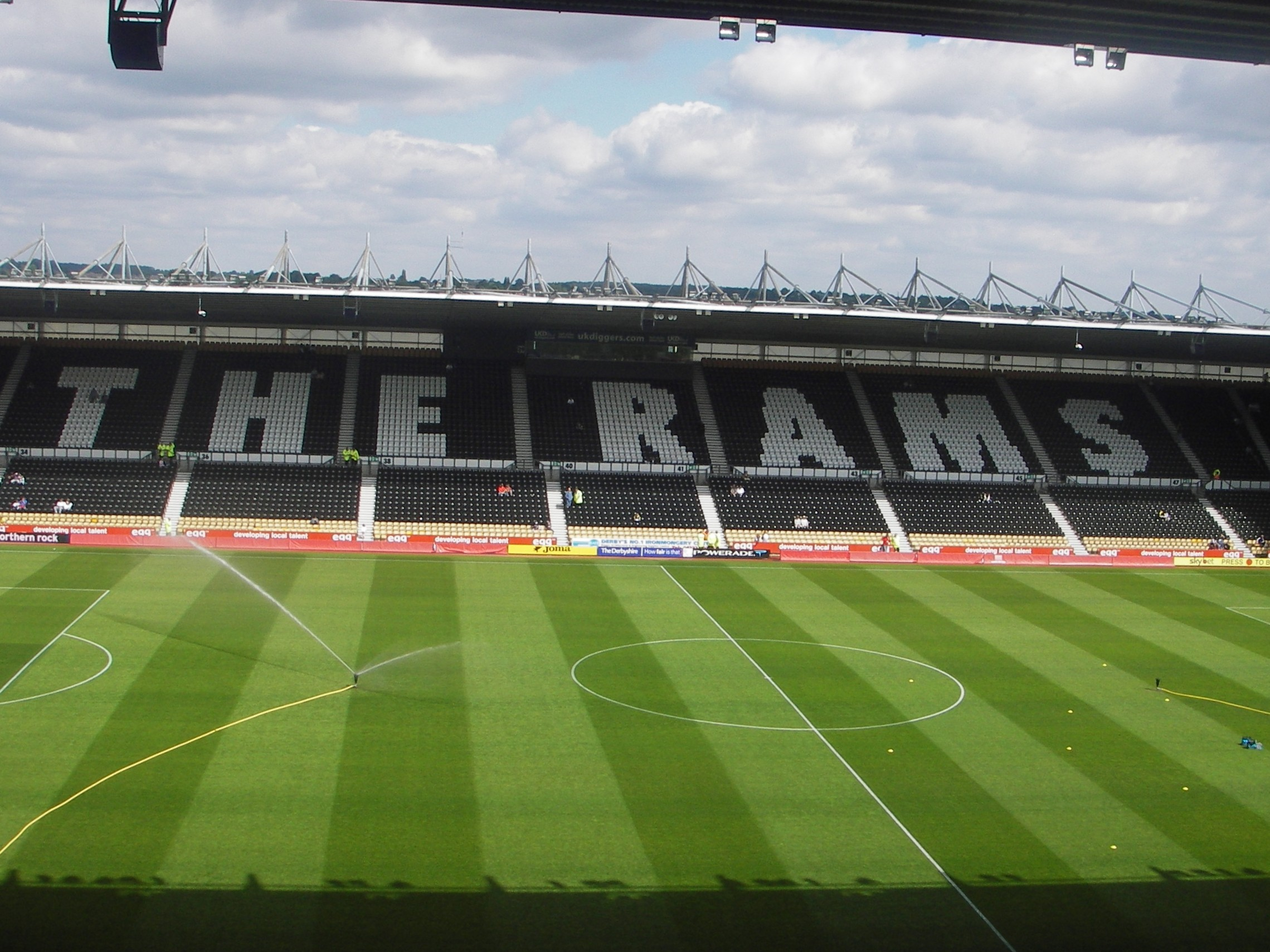
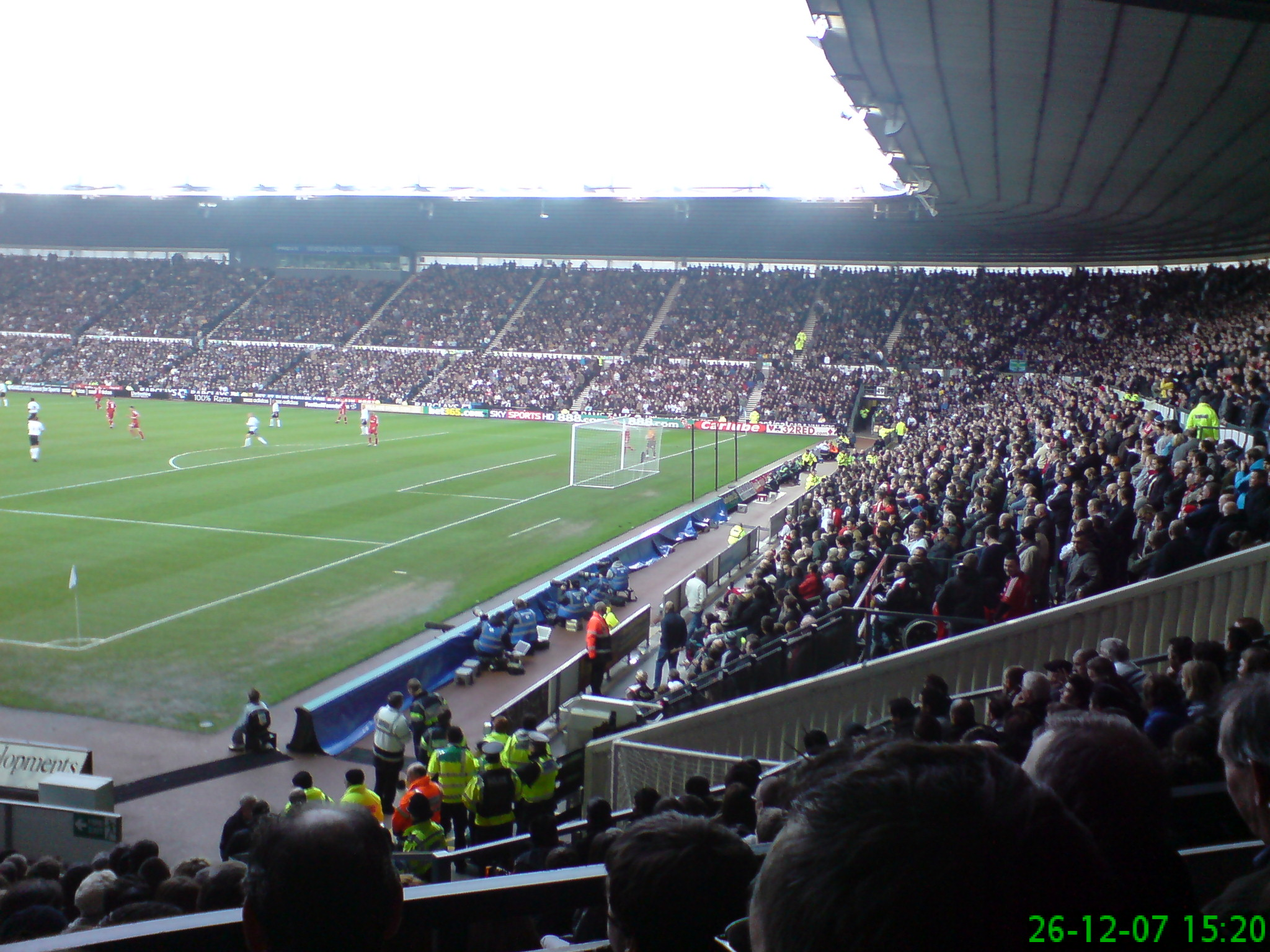
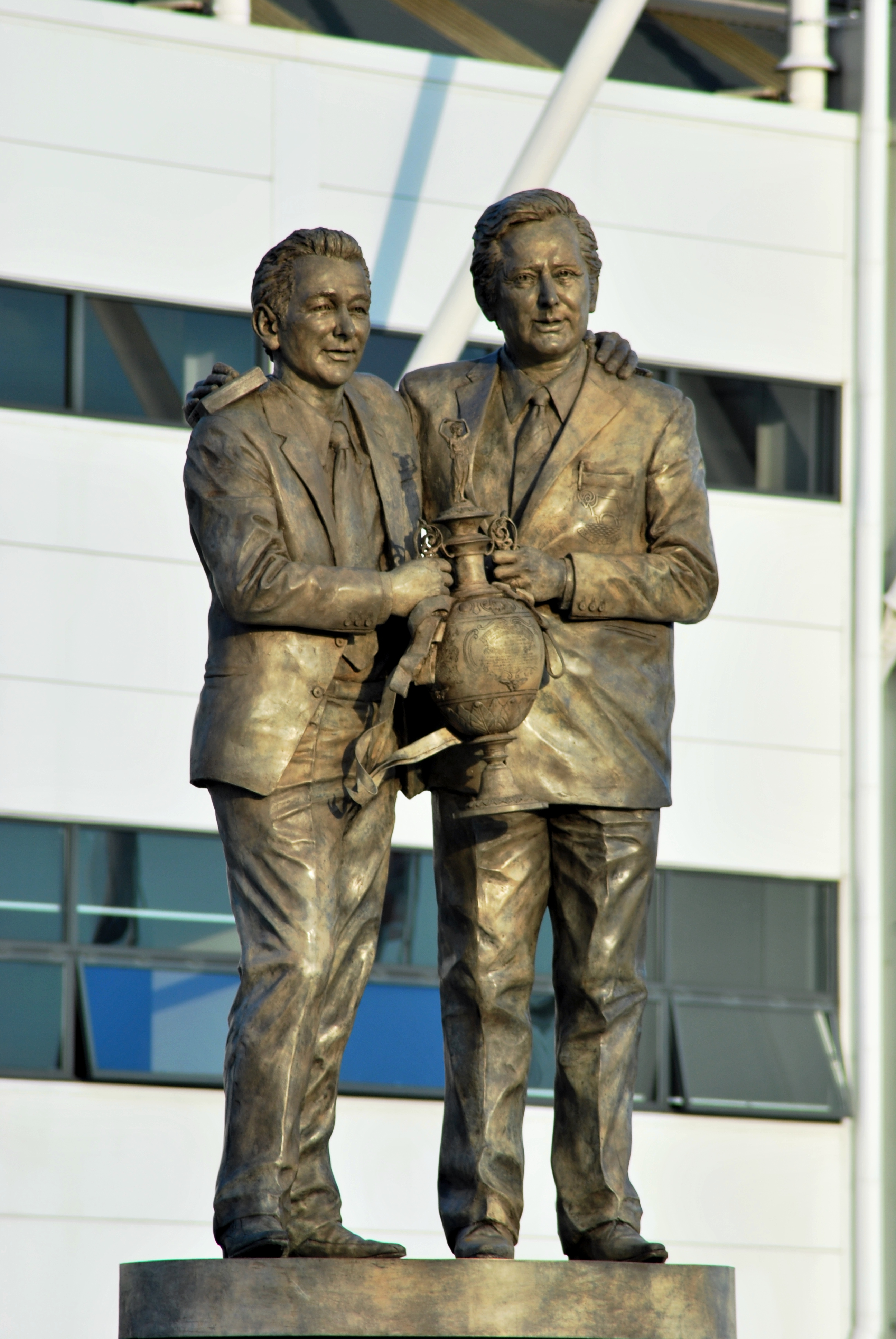
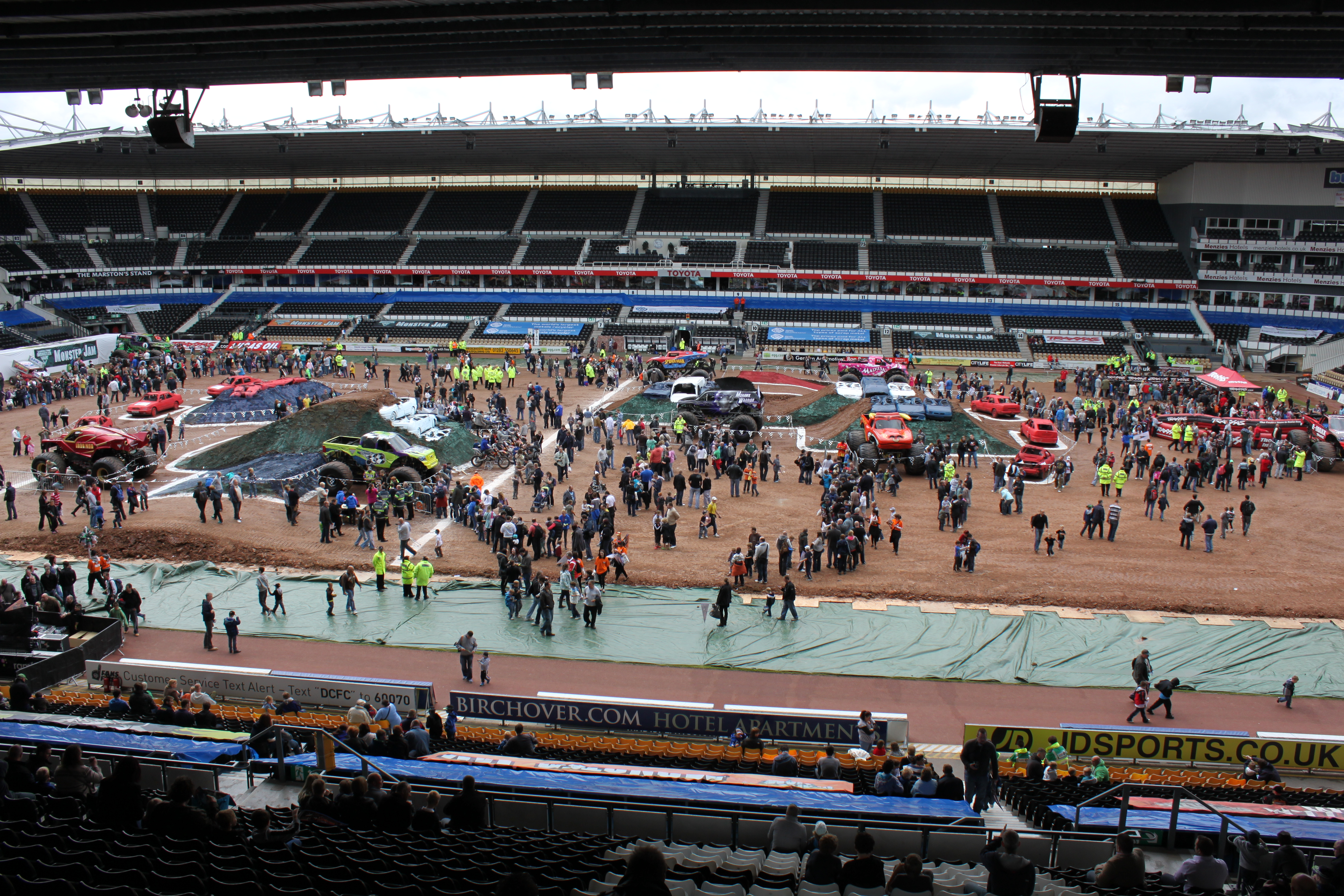